# Pouteria guianensis
 (octobre 2015).
Si vous disposez d'ouvrages ou d'articles de référence ou si vous connaissez des sites web de qualité traitant du thème abordé ici, merci de compléter l'article en donnant les références utiles à sa vérifiabilité et en les liant à la section « Notes et références ».
Abiu
Espèce
Classification phylogénétique
Synonymes
- Guapeba glazioveana Pierre
- Krugella hartii Pierre
- Labatia pedunculata Willd.
- Labatia tovarensis Engl.
- Lucuma glazioviana Pierre ex Glaz.
- Lucuma hartii Hemsl.
- Lucuma huallagae Standl. ex L.O. Williams
- Lucuma psammophila var. macrophylla Raunk. ex Warm.
- Pouteria caimito (Ruiz & Pav.) Radlk.
- Pouteria caimito var. strigosa Monach.
- Pouteria cuatrecasasii Aubrév.
- Pouteria demerarae Sandwith
- Pouteria glazioviana Pierre ex Dubard
- Pouteria hartii (Hemsl.) Dubard
- Pouteria obidensis Huber
- Pouteria pedunculata (Hemsl.) Baehni
- Pouteria pedunculata (Willd.) Poir.
- Pouteria tovarensis Engl.[2]

L’abiu ou Poutérier de la Guyane (Pouteria guianensis, syn. = Pouteria caimito) est une espèce de plante à fleurs de la famille des Sapotaceae originaire d'Amazonie (Brésil, Guyanes et Pérou). Il produit un fruit tropical.
Le terme « abiu » désigne aussi bien le fruit que l'arbre. C’est le fruit de l’abieiro, un arbre de la famille des sapotacées originaire de l'Amazonie centrale et de la forêt atlantique côtière du Brésil, de Pernambouc à Rio de Janeiro.
Pouteria guianensis Aubl. est l'espèce type du genre Pouteria Aubl..

## Répartition
On rencontre cette espèce dans les forêts du nord de l'Amérique du Sud (bassin de l'Orénoque, Guyanes, Amazonie, forêt Atlantique...).

## Description
Cet arbre haut de 15 à 20 m produit du latex (comme la plupart des Sapotaceae). Il porte des feuilles alternes, simples, entières, à pétiole pubérulent-soyeux, long de 2 à 4 cm. Le  limbe est coriace, glabre, de forme obovale-oblongue, long de 12 à 22 (-30) cm, pour 5 à 9 de large, à base obtuse ou subaigüe, à apex arrondi ou à acumen obtus. La nervure centrale est saillante à la face inférieure.
Il produit des inflorescences en faisceaux axillaires ou supra-axillaires comportant environ 6 fleurs hermaphrodites. Le pédicelle, long d'environ 3 mm, est pubérulent-soyeux. Le calice mesurant 3 mm est composé de sépales ovales, tomenteux-brunâtres. La corolle est blanche de même grandeur avec des lobes arrondis.
Le fruit est une baie globuleuse ou ovoïde longue de 4 à 5 cm pour de 3,5 à 4 de large. Sa couleur va du brun-noirâtre au jaune brillant. Il contient 1 à 4 graines ellipsoïdes, latéralement comprimées longues d'environ 2,5 cm pour 1,8 de large, lisses et noires, portant une cicatrice oblongue (hile). Sa peau est épaisse et dure, et sa chair translucide, tendre, sucrée,.

## Utilisation
La pulpe des fruits est sucrée et peut être consommée crue.

## Histoire naturelle
En 1775, le botaniste Aublet propose la diagnose suivante : 

« POUTERIA Guianenſis. (Tabula 33.)

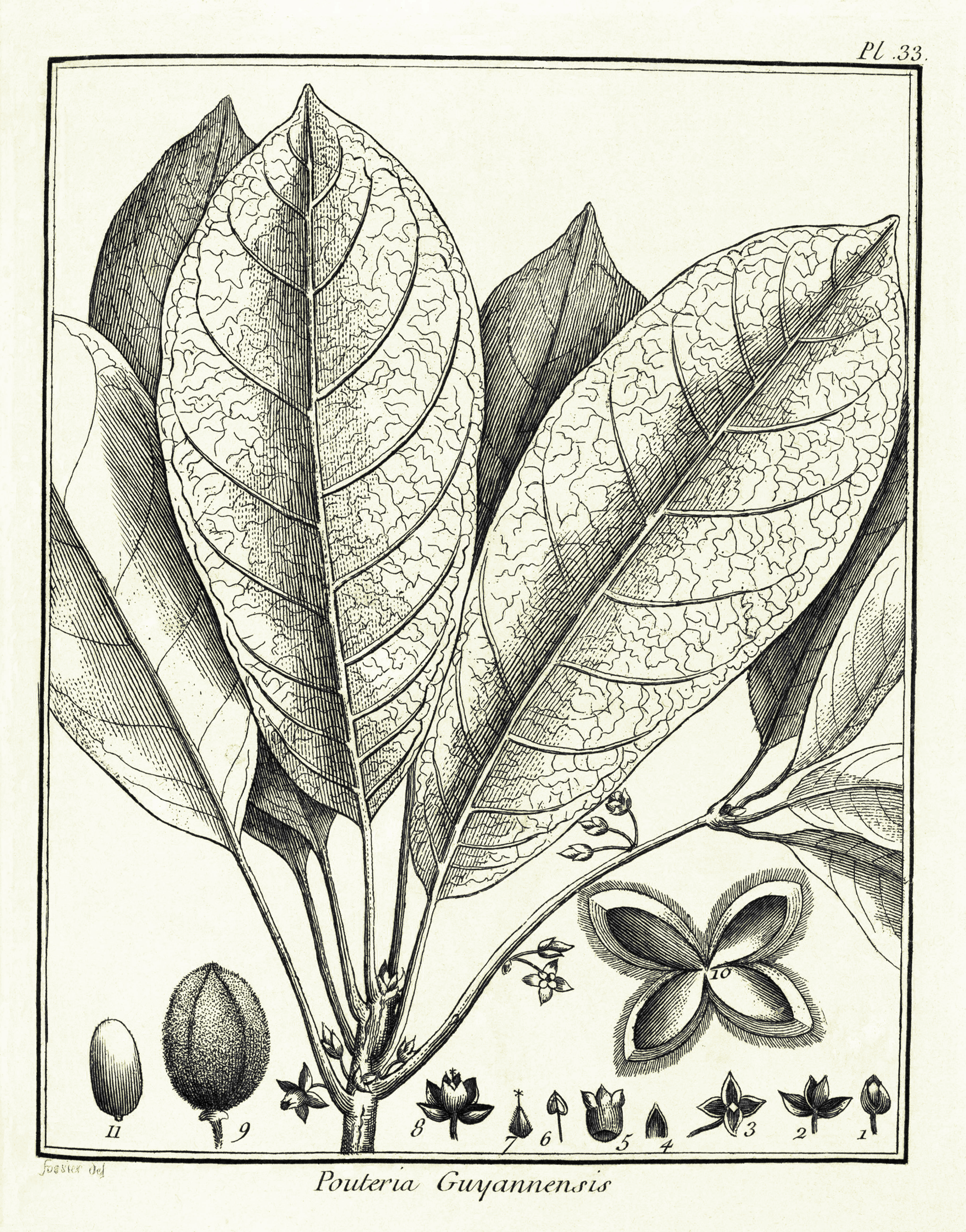
Pouteria guianensis par Aublet (1775) Planche 33. 1. Bouton de fleur. - 2. Calice. - 3. Calice ouvert. - 4. Lobe du calice. - 5. Corolle. - 6. Étamine ſéparée. - 7. Ovaire. Style. Stigmate. - 8. Fleur épanouie. - 9. Capſule. - 10. Capſule ouverte. - 11. Amande.

Arbor trunco quadraginta-pedali, ad ſummitatem ramoſo, ramis rectis, & undique ſparſis. Folia alterna, congeſta, ovato-oblonga, acuta, glabra, rigida, integerrima, longè petiolata. Flores ſuprà ramuſculos, & ad axillas foliorum, bini, aut terni ſimul juncti, brevi pedunculo ſuffulti. Corolla ſubviridis.
Florebat, tructumque ferebat Novembri.
Nomen caribæeum POUROUMA-POUTERI.
Habitat in ſylvis Sinémarieniibus. »

« LE POUTERIER. (PLANCHE 33).
Le tronc de cet arbre s'élève à quarante pieds & plus, ſur trois pieds de diamètre. Son écorce eſt gerſée & ridée, de couleur rouſsâtre. Son bois eſt blanchâtre, dur & compacte. Il pouſſe à ſon ſommet de groſſes branches droites, longues & rameuſes ; ces branches & ces rameaux ſont a leurs extrémités garnis de feuilles alternes, diſpoſées les unes près des autres, entières, vertes, liſſes, fermes, oblongues, ovales, terminées en pointe mouſſe. Leur pédicule eſt long, fermé, renfle des ſa naiſſance. Les plus grandes feuilles ont huit pouces de longueur ſur trois de largeur. 
Les fleurs naiſſent a l'aiſſelle des feuilles, ou ſur les branches des rameaux, deux à deux, ou trois a trois, ramaſſées enſemble, chacune ſur un petit pédoncule. 
Le calice eſt d'une ſeule pièce, diviſée profondément en quatre parties aiguës. 
La corolle eſt verdâtre, monopétale, en forme de grelot, dont le bord eſt a quatre petites dentelures, entre leſquelles il, a un long poil blanc. Elle eſt attachée au fond du calice, fort près de l'ovaire. 
Les et amines ſont au nombre de quatre & attachées au bas de la corolle. Leur filet eſt blanc & court. L'anthère eſt jaune, longue, a deux bourſes, & attachée par le dos. 
Le piſtil eſt un ovaire verd, arrondi, velu, ſurmonté d'un style court, quadrangulaire, termine par un stigmate marqué de quatre pointes. Cet ovaire devient une capsule ſèche, ovoïde, couverte de poils roides. Elle s'ouvre en quatre valves épaiſſes, fermés, liſſes, rouges en dedans ; chacune porte une amande couverte d'une membrane rouge. Ces amandes ſont angulaires, convexes en dehors, & applaties ſur les deux côtes. Le calice ſubſiſte. 
Cet arbre eſt nommé POURAMA-POUTERI par les Galibis. 
Je l'ai trouvé dans les forêts qui aboutiſſent a la rivière de Sinémari, à quarante lieues de ſon embouchure. 
II étoit en fleur & en fruit dans le mois de Novembre. »